# Eustațiu I de Boulogne
Eustațiu I (d. 1049) a fost conte de Boulogne între anii 1042 și 1049.

## Viața
Eustațiu a fost fiul cel mai vârstnic al lui contelui Balduin al II-lea de Boulogne cu Adelina de Olanda. El a succedat tatălui său în poziția de conte de Boulogne din 1042. De asemenea, Eustațiu a fost și conte de Lens. În 1028, el a confirmat întemeierea unui colegiu canonic în castelul său din Lens și, în pofida consemnărilor care vorbesc de trecerea Lens sub contele Balduin al V-lea de Flandra în jurul anului 1036, orașul se afla încă în stăpânirea lui Eustațiu I, după care a trecut sub cea fiului său Lambert.
În timpul minoratului contelui Balduin al IV-lea de Flandra, bunicul lui Eustațiu, contele Arnulf al III-lea rupsese dependența de Flandra și acționa ca principe independent, model urmat și de tatăl lui Eustațiu și de Eustațiu însuși. În 995, ajungînd la vârsta majoratului, Balduin al IV-lea a căutat să recapete câteva dintre castelele independente și să extindă granițele Flandrei. Această tendință cauzase o considerabilă animozitate între contele flamand și tatăl lui Eustațiu, însă atunci când fiul lui Balduin al IV-lea, Balduin al V-lea i-a succedat în 1035, acesta din urmă a cooperat cu Eustațiu I în câteva inițiative, inclusiv în emiterea unor hrisoave comune și în limitarea puterilor unor abații, inclusiv a abației Sfântului Bertin din Flandra.
Eustațiu I a fost un aliat al casei ducale de Normandia în urma perfectării căsătoriei fiului său, Eustațiu (viitorul Eustațiu al II-lea) cu Goda, nepoată a ducelui Richard al II-lea de Normandia. Această relație i-a deschis calea pentru încheierea de alianțe cu alte familii de prestigiu, inclusiv cu cea a regelui Eduard Confesorul al Angliei. Sub Eustațiu I, conții de Boulogne au devenit proeminenți în nordul Franței.
Se pare că el a fost patron al abației Samer, din apropiere de Calais și se spune că ar fi fost înmormântat acolo.

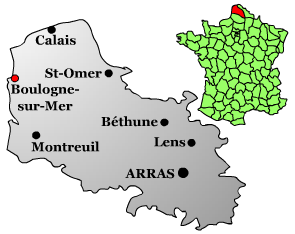
Hartă a comitatului de Boulogne

## Famile și copii
Eustațiu a fost căsătorit cu Matilda de Leuven (o descendentă din Carol cel Mare), fiică a contelui Lambert I de Leuven, cu Gerberga de Lorena, și a avut patru copii:
- Eustațiu al II-lea de Boulogne,[2] care a moștenit comitatul de Boulogne
- Godfroi, episcop de Paris (1061–1095).[2]
- Lambert al II-lea de Lens, conte de Lens[10]
- Gerberga, căsătorită cu ducele Frederic de Lorena.[2]